# 다니엘 1세 (콩고)
다니엘 1세(Daniel I, 1618년 ~ 1678년 5월 31일)는 17세기 콩고 왕국의 마니콩고이다.

## 생애
알바루 3세의 서자(庶子)였으며 1622년에 부왕(父王)이 붕어(崩御)한 이후로는 결국 왕위계승권 자체에서 멀어진 이후 자신의 사저(私邸)로 요리사(料理師)로 활약하는 등 우여곡절 끝에 1675년에 동복 아우 노브레가에게 선위를 받음으로 인하여 군주 보위 등극하고 나서 3년 후 1678년 4월 30일을 기하여 모후 쉬자나에게 선위 후 보위에서 퇴위하여 상왕(上王)이 되었지만 1개월 남짓 후 상왕궁(上王宮)에서 갑작스런 급성 홍역으로 인하여 몸져누워 앓다가 1678년 5월 31일을 기하여 향년 60세로 훙서(서거)하였다.